# Società Ginnastica Andrea Doria 1922 (pallanuoto)
Questa voce raccoglie le informazioni riguardanti la  Società Ginnastica Andrea Doria - Sezione Pallanuoto nelle competizioni ufficiali della stagione 1922.

## Stagione
Nella stagione 1922 l'Andrea Doria ottenne il suo secondo titolo consecutivo, battendo nuovamente nella finale la Partenope.

## Rosa
| N° |                   | Ruolo | Giocatore         |
| -- | ----------------- | ----- | ----------------- |
|    | Italia (bandiera) |       | Mario Balla       |
|    | Italia (bandiera) |       | Stefano Ganieri   |
|    | Italia (bandiera) |       | Eugenio Dellacasa |
|    | Italia (bandiera) |       | Luigi Burlando    |

| N° |                   | Ruolo | Giocatore        |
| -- | ----------------- | ----- | ---------------- |
|    | Italia (bandiera) |       | Tito Ambrosini   |
|    | Italia (bandiera) |       | Emilio Gavoglio  |
|    | Italia (bandiera) |       | Achille Gavoglio |

## Risultati

### Campionato
| 1922 | Andrea Doria | 2 – 0 | Partenope |  |